# Ficht Tanner
Ficht Tanner, né le 19 juin 1952 à Trogen (Suisse), est un musicien, poète, dessinateur, peintre et brodeur autodidacte suisse contemporain.

## Biographie
Natif de Trogen, dans l'Appenzell, Ficht Tanner passe son enfance dans la vallée du Rhin, à Balgach, et se consacre à la musique depuis son adolescence. Il commence à 16 ans son apprentissage de typographe, dans une imprimerie de Balgach. A 20 ans, en 1972, il emménage à Stuckishaus, près de Bern, dans une colocation où il rencontre les musiciens Töbi Tobler, Markus Sutter et Markus Iten.
De 1973 à 1979, Ficht Tanner devient l'assistant du peintre Rudolf Mumprecht (1918-2019), qui l'initie à la scène artistique suisse. Il commence à cette période ses premiers dessins, et en 1975 il se marie avec l'artiste dessinatrice et céramiste Esther Rüdlinger (1953- ). Un an plus tard, en 1976, il enregistre à 23 ans un premier vinyl en duo avec le musicien et poète français de Berne Guy Magey (1942-2017), avec lequel il avait joué l'année précédente au Folkesfesrtival Lenzburg, et aménage avec Esther Rüdlinger à Kirchlindach, dans la maison d'un ancien imprimeur : Ficht Tanner peut y continuer son activité de typographe, et son épouse Esther y fait construire son atelier de céramiste. Grâce au soutien de Rudolf Mumprecht, Ficht et Esther Tanner exposent alors régulièrement à la Galerie Ringmauer, à Morat.
De cette époque, date la rencontre de Ficht Tanner avec l'artiste textile Therese Hächler, mais aussi avec Max Goldinger, un artiste d'art brut qu'il soutient toute sa vie dans ses créations. En tant que typographe, Ficht Tanner éditera notamment les deux recueils de poésies et de dessins de l'artiste Max Goldinger, d'abord 19 Gedichte publié à 500 exemplaires sur sa presse à Kirchlindach, reliés et cousus à la main, puis Festschrift en 1981 qu'il fait éditer dans une imprimerie à Aarau.
Jouant de la contrebasse, Ficht Tanner a « toujours été très actif musicalement dans sa période bernoise - dans des formations changeantes, avec des groupes différents, et dans des styles allant du blues, free funk, rock progressif aux jam sessions, totalement librement improvisées ». En 1981, avec son ami Töbi Tobler, il fonde son groupe de musique d'improvisation Appenzeller Space Schöttl. Avec leur groupe, Ficht Tanner et Töbi Tobler vont alors devenir les « pionniers de la nouvelle musique populaire suisse (...), conduis[a]nt la musique appenzelloise traditionnelle vers de nouveaux sommets grâce à des improvisations free jazz, blues et rock ».

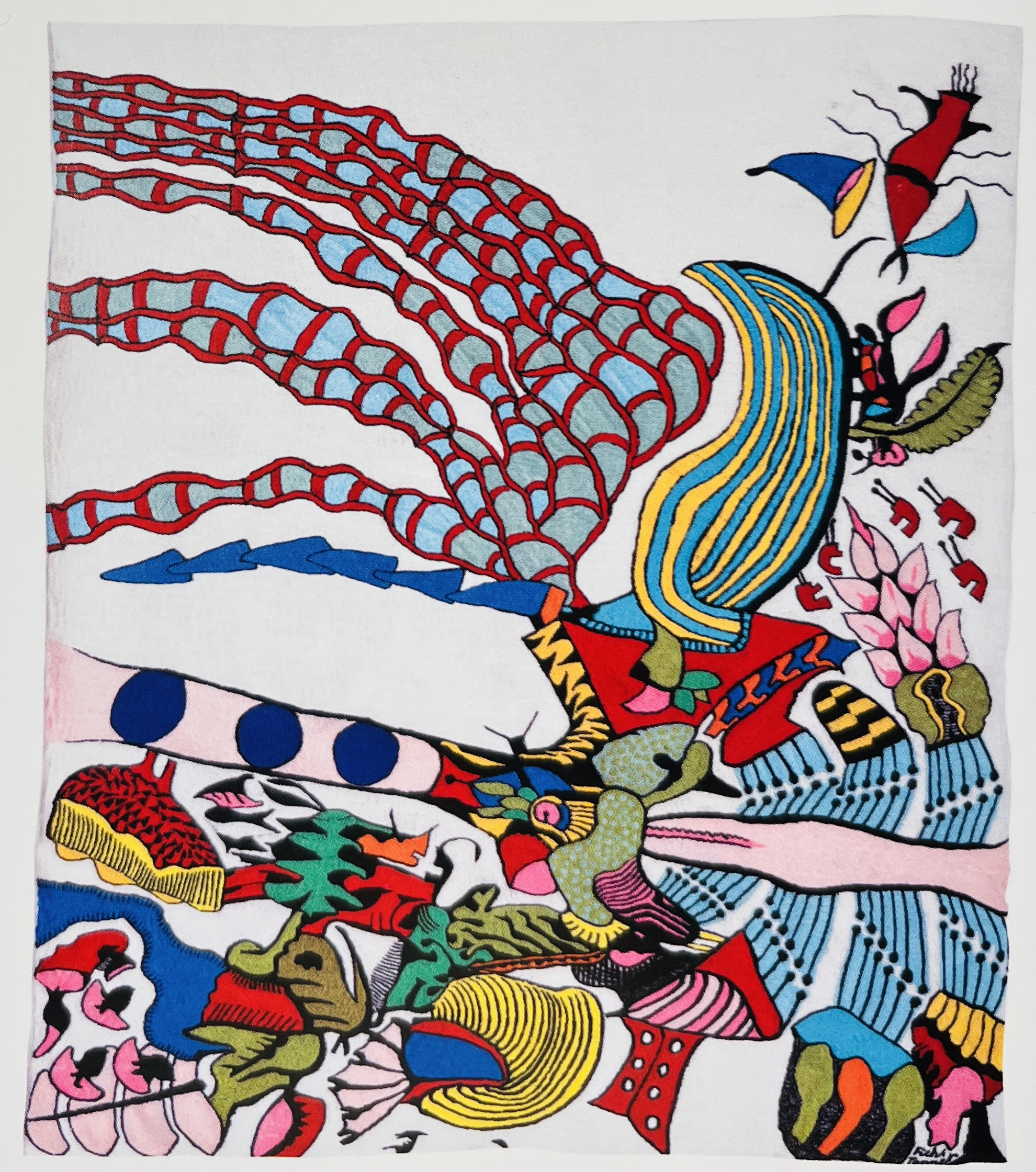
Ficht Tanner, Sans titre, Broderie, 70 x 60 cm, 2003, Collection du Textilmuseum St Gallen

Vers la fin des années 1970 et début des années 1980, à Kirchlindach, Ficht Tanner commence à réaliser ses premières œuvres brodées, sur une machine à coudre Elna.
Trois ans plus tard, Ficht Tanner quitte Kirchlindach pour revenir dans son village natal de Trogen, et s'installe dans le Honnerlagschen Palast avec Therese Hächler et sa fille, mais aussi son ami Töbi Tobler. De 1984 à 1999, il enchaîne les tournées en Europe avec son groupe d'improvisation Appenzeller Space Schöttl.
Depuis les années 2000, Ficht Tanner se consacre exclusivement à la broderie et à la musique, et expose régulièrement ses oeuvres brodées à Gurmels, Heiden, Zofingen, Schwarzenberg, Bern, Baden, Ligerz. 
« Une véritable métamorphose des formes visuelles de Ficht Tanner s’opère au cours des années dans ses broderies, souligne l'historien de l'art Camille Noé Marcoux, biographe et spécialiste de l'artiste. Entre ses premières œuvres textiles des années 1970-1980, dans lesquelles s’affermit son désir de traduire par le fil les éléments aux allures fines de ses dessins à l’encre, et ses créations brodées suivantes, dont les motifs défient les restrictions du monde physique, Ficht Tanner nous offre incontestablement une révolution sensorielle. »
En 2011, à l'occasion de l'article "La vie comme amour: Therese Hächler et Ficht Tanner", la revue culturelle du canton Appenzell Obachrt Kultur intègre dans chacun de ses numéros une broderie de Ficht Tanner, spécialement réalisée sur les machines de la fabrique textile Rüdlinger-Berger AG à Balgach. Par la suite, deux grandes rétrospectives lui sont consacrées dans sa région, la première en 2012 à Saint-Gall au Musée du Lagerhaus, et la seconde en 2021 à Speicher au Museum für Lebensgeschichten.
« Ce que j'ai brodé est en réalité une conversation avec moi-même, je m'assois devant ma machine à broder sans intention prévue et je laisse sortir de mon imagination ce qui veut venir. La musique de mes improvisations à la basse influence évidement ma broderie, et les formes qui naissent des broderies m'inspirent aussi mes improvisations musicales. »
En parvenant toute sa vie à percevoir des formes colorées au travers de sa musique, Ficht Tanner se rapproche indubitablement, selon l'historienne de l'art Monika Jagfeld, de la conception synesthésique de l'art de Vassily Kandinsky.
La journaliste suisse Brigitte Häring consacre en 2012 un long entretien à Ficht Tanner sur  SRF Kultur.

## Expositions personnelles (non exhaustif)
- 1981 : Galerie Ringmauer (Morat);
- 2001 : Honnerlagschen Palast, Neben der Musik hab Ich gezeichnet und gestickt: Ficht Tanner, 26 Mai - 10 juin 2001 (Trogen) ;
- 2002 : Galerie in der Haula, Ficht Tanner: 25 années de broderie, 11 octobre - 9 novembre 2002 (Gurmels)[20];
- 2004 : Galerie Christina Waidelich, Therese Hächler & Ficht Tanner: Textilkunst, 19 août - 12 septembre 2004 (Heiden);
- 2006 : Galerie Artdirekt, Ficht Tanner: Appenzeller Stickereien !, 6 mai - 10 juin 2006 (Berne)[21];
- 2006 : Denkraum Hirzenberg - Galerie Christine Siegfried, Ficht Tanner: Stickereien und Zeichnungen, 18 - 23 novembre 2006 (Zofingen) ;
- 2008 : Galerie WerkART, Ficht Tanner: Gestickte Bilder, 3 - 27 septembre 2008 (Saint-Gall)[22] ;
- 2012 : Musée du Lagerhaus, Ficht Tanner: Gestickte Gedanken, 27 mars - 8 juillet 2012 (Saint-Gall)[23];
- 2013 : Kulturpunkt, Ficht Tanner: Exotische Stickereien aus Trogen, 17 octobre - 23 novembre 2013 (Bern)[24];
- 2014 : Galerie Kulturschiene, Ficht Tanner: Gestickte Gedanken, 28 août - 7 septembre 2014 (Heerliberg)[25];
- 2016 : Silberschmuckatelier O'lala, Ficht Tanner, 9 avril - 30 juin 2016 (Herisau)[26] ;
- 2021 : Museum für Lebensgeschichten, Ficht Tanner: Musiker, Zeichner, Sticker, 18 avril - 12 décembre 2021 (Speicher)[27];
- 2024 : Alpenhof, Ficht Tanner: Stickereien, 18 avril - 21 juillet 2024 (Oberegg)[28];
- 2025 : Centre International du Surréalisme, Ficht Tanner: les Jeux de rêves, 5 avril - 31 août (Saint-Cirq-Lapopie)[29];

## Expositions collectives (non exhaustif)
- 2008: Galerie in der Poststelle, Nadelsausen, 13 - 22 juin 2008 (Schwarzenberg);
- 2009 : Aarbergerhus, Die andere Sicht - L'autre regard, 17 - 27 septembre 2009 (Ligerz) ;
- 2013 : Galerie Gluri Suter huss, Bunt !, 5 mai - 2 juin 2013 (Wettingen)[30];
- 2019 : Akku Kunstplattform, Die Fäden in der Hand, 24 août - 27 octobre 2019 (Emmenbrücke)[31];
- 2025: Halle Saint Pierre, l'Etoffe des rêves: création textile, 12 septembre - 31 juillet 2026 (Paris)[32];

## Collections publiques (non exhaustif)
- Ferien im Januar, broderie, 18 x 24 cm, 1991, Trogen, Kantonsbibliothek Appenzell Ausserrhoden (notice en ligne);
- Sans titre, broderie avec visage aux cornes rouges, 170 x 216 cm, 1982, Trogen, Kantonsbibliothek Appenzell Ausserrhoden, actuellement en dépôt (notice en ligne);
- Sans titre, broderie, 70 x 60 cm, 2003, Textile Museum St Gallen, St Gall ;
- Sans titre, broderie bordure jaune, 112 x 122 cm, 2008, Trogen, Kantonsbibliothek Appenzell Ausserrhoden (notice en ligne);

## Filmographie
- Ficht Tanners Gesticktes Universum, documentaire de Heinz Erismann, Fotomagie Distribution, 2012, 60 min. (notice en ligne)

## Interviews (non exhaustif)
- "Portrait: Appenzeller Space Schöttl", par Reto Holzgang dans l'émission radio Looping sur DRS radio, 26/09/1993 ;
- "Ficht Tanner", interview et performance live dans l'émission Livezeit sur Power_up radio Pestalozzi, 02/02/2009 ;
- "Ficht Tanner: Musiker und Künstler", par Brigitte Häring dans l'émission radio Musik für einen Gast sur SRF Kultur, 04/08/2012 (écouter en ligne) ;
- "Ficht Tanner: Musiker, Zeichner, Sticker", dans le cadre de l'exposition à Speicher en 2021 sur SRF 1, 28/04/2021 (écouter en ligne) ;

## Discographie (non exhaustif)
Albums
- Guy Magey, duo avec Ficht Tanner à la contrebasse, Schnoutz Records, 1976 (notice en ligne);
- S'git Herre und gwöhnlechi Lüüt, Zytglogge, 1978 (notice en ligne);
- Guy Magey & Groupe, Outside Records, 1980 (notice en ligne);
- Appenzeller Space Schöttl, Sunrise Studios, 1982 (notice en ligne);
- Niederdorf Rock Ensemble, Kantonalsound!, 1982 (notice en ligne);
- Love is a Hard Work, Liverpool Record, 1984 (notice en ligne);
- Appenzeller Space Schöttl: Herbstimprovisationen, Greenwood Studios, 1995 (notice en ligne);
- TraumSpiele, Cayre Studio, 2025 (anthologie musicale en édition limitée à l’occasion de la rétrospective de l’artiste co-organisée par le Centre International du surréalisme de Saint-Cirq-Lapopie et par la Halle St Pierre de Paris)

Album collectif
- The Alps: Music from the Old World, Network Medien, 1994 (notice en ligne): comprenant trois musiques du groupe Appenzeller Space Schöttl;
- Folk Festival Kaltenberg: highlights 1982-1997, Heideck, 1997 (notice en ligne): contient une musique d'Appenzeller Space Schöttl;

## Compositions
- Secret et Guérisseurs : entre croyances et connaissances, documentaire de Thomas Karrer, avec une bande originale composée par Ficht Tanner, Karrer Multivision, 2020, 87 min. (notice en ligne)
- Ficht Tanners Gesticktes Universum, documentaire de Heinz Erismann, avec une bande originale composée par Ficht Tanner, Fotomagie Distribution, 2012, 60 min. (notice en ligne)
- Bauern und Paläste: Geschichten aus Trogen, documentaire de Vital Franz Hauser, avec une bande originale composée par Appenzeller Space Schöttl (Ficht Tanner & Tobi Tobler), Production ça tourne, 1993, 90 min. (notice en ligne) ;